# 石井光三オフィス
有限会社石井光三オフィス（いしいみつぞうオフィス）は、東京都世田谷区に事務所を構える日本の芸能プロダクション。その名の通り、タレントの石井光三が代表を務めていたが、子女が代表を引き継いだ。

## 概要
1977年（昭和52年）9月設立。石井は元々松竹芸能でかしまし娘などのマネージャーをしていた。
大手ではないが、大手に引けをとらない数々のタレントを輩出しているプロダクションである。かつては「コント赤信号」の3人が所属していたがリーダーである渡辺正行は暖簾分けの形で石井光三オフィスの系列の「なべや」に、小宮孝泰はオフィスPSCに移籍。
かつてはお笑い事務所の色が強かったが、当時の担当者がSHUプロモーションとして独立した経緯もあり、2016年以降は俳優・女優の事務所という色合いが強くなっている。

## 所属タレント
公式サイトの記載順
タレント
- ラサール石井
- 清水よし子
- 竹内都子

俳優・女優
- 真野響子
- 陰山泰
- 鈴木省吾
- 星野園美
- 由地慶伍
- 丹羽貞仁
- 琴音和葉
- 石井宏実
- へんみのぶあき
- 椎名慧都
- 高尾悠希
- 松尾諒

落語家
- 桂やまと

MC / パーソナリティー
- あさがみちこ

クリエイター
- 和田憲明
- 野木萌葱
- 香山宏三

## 過去に所属していたタレント
タレント
- 石井光三（初代社長、2015年1月6日死去[1]）
- 渡辺正行（暖簾分けで設立した個人事務所「有限会社なべや」〔1988年設立〕へ移籍）
- 小宮孝泰
- 橋本志穂（2009年6月30日をもって離脱）
- 清水宏
- 渋谷琴乃
- あばれヌンチャク
- 高村めぐみ
- 若井ぼん
- なかのよいこ
- 藤崎翔（元セーフティ番頭。現在は小説家）
- コント・レオナルド
- パロディフライ
- 磯野貴理子
- 高畑裕太（不祥事を起こしたため、2016年9月9日付で契約解除）[2]
- 内山信二
- おかゆ太郎（渡辺ラオウ）
- 三島ゆういち（元セーフティ番頭）
- キタサヤカ
- シンディー
- ヘンドリックス
- イノシマ全治6カ月
- ブライアンバンク
- ビィパタァン
- あいあいパーティー
- ヒガワリオンセン
- ソノシート（佐々木修、山之内智）
- オイシイシューズ
- ラッキーセブン
- いちまるろん
- 柏崎桃子
- ランバカラン
- 増田葉子
- ウエダコウヘイ（現ゾフィー）
- 柳亭信楽
- 高橋エマ

YouTuber
- 青木歌音（青木は2025年1月、かつてフジテレビの番組制作スタッフから性的被害を受けたことがあったとXで告発したが、直後に「そういう発言をする方は契約解除になる」旨を社長らから言い渡されたと主張している[3][4]。事務所側は各社の取材に対し「発信を理由に契約解除はあり得ない」と回答していたが、青木はその発言の録音があるとし[5]、後に当該発言を事務所側が謝罪したとするLINE履歴を公開した[6]。青木は3月14日に「クビにしてもらえた」とポストし[7]、事務所のタレント一覧からも名前が削除されたことから、契約期間満了を待たずに何等かの形で契約が終了したとみられる。）